# ТЕС Bogue
ТЕС Bogue – теплова електростанція на північному заході острова Ямайка. 
В 1973-му на майданчику станції стала до ладу одна встановлена на роботу у відкритому циклі газова турбіна John Brown (ліцензійна General Electric Frame 5) потужністю 21,5 МВт. В 1990 – 1992 роках запустили ще чотири газові турбіни, на цей раз типу Pratt & Whitney FT 4, три з яких мали потужність по 14 МВт, а одна – 20 МВт. Нарешті в 2001-му додали одну турбіну Pratt & Whitney FT 8 потужністю 20 МВт. 
В 2002 – 2003 роках ТЕС доповнили енергоблоком комбінованого парогазового цикла потужністю 114 МВт. У ньому дві газові турбіни General Electric Frame 6 потужністю по 38 МВт живлять через котли-утилізатори одну парову турбіну виробництва Nuovo Pignone з таким саме показником у 38 МВт.
Як паливо ТЕС тривалий час використовувала нафтопродукти. Нарешті, після запуску в середині 2010-х терміналу Ямайка ЗПГ станція почала також споживати природний газ.